# Allgemeine Kriminalitätstheorien
Allgemeine Kriminalitätstheorien erheben innerhalb der Gruppe der Kriminalitätstheorien den Anspruch, das Phänomen Kriminalität insgesamt zu erklären. Im Gegensatz dazu stehen spezielle Erklärungsansätze, die lediglich altersspezifische oder deliktspezifische Delinquenz zu ihrem Untersuchungsgegenstand haben, wie etwa Jugendkriminalität, Vermögensdelikte, Wirtschaftskriminalität oder Sexualdelinquenz.
Die bekannteste der Allgemeinen Kriminalitätstheorien ist A General Theory of Crime von Travis Hirschi und Michael R. Gottfredson. Robert Agnew mit seiner General Theory of Crime and Delinquency sowie Charles R. Tittle mit der Control Balance Theory legten ebenfalls umfassende Kriminalitätserklärungen vor. Auch der australische Kriminologe John Braithwaite erarbeitete mit seinem Konzept des reintegrative shaming eine allgemeine Theorie der Kriminalität, ebenso wie der schwedische Kriminologe Per-Olof H. Wikström mit der Situational Action Theory.
Im deutschen Sprachraum lässt sich die Theorie der Kriminalität von Henner Hess und Sebastian Scheerer zu diesen Wissenschafts-Genre zählen, ebenso wie die sogenannte voluntaristische Kriminalitätstheorie von Dieter Hermann.